# Petrorhagia dianthoides
Petrorhagia dianthoides ist eine Art aus der Gattung der Felsennelken (Petrorhagia) in der Familie der Nelkengewächse (Caryophyllaceae). 

## Merkmale
Petrorhagia dianthoides ist ein ausdauernder Horst-Hemikryptophyt, der Wuchshöhen von 10 bis 40 Zentimeter erreicht. Der Stängel ist wenig verzweigt und kahl. Der Blütenstand ist kopfig. Die Köpfchen bestehen aus 1 bis 6 (selten bis 8) Blüten. Die Tragblätter sind 1 bis 2,5 Millimeter breit und weißhäutig mit weißer Mittelrippe. Die Kronblätter sind 6 bis 10 Millimeter lang, lineal, spatelig und weiß, die Nerven sind purpurn.
Die Blütezeit reicht von Juli bis August.
Die Chromosomenzahl beträgt 2n = 30.

## Vorkommen
Petrorhagia dianthoides ist auf Kreta in der Präfektur Chania endemisch. Die Art wächst auf Felsen in Höhenlagen von 0 bis 700 Meter.

## Taxonomie
Petrorhagia dianthoides wurde 1809 durch James Edward Smith als Gypsophila dianthoides in Sibthorp & Smith: Florae Graecae Prodromus Band 1 Teil 2, Seite 280 erstbeschrieben. Die Art wurde 1964 durch Peter William Ball und Vernon Hilton Heywood in Bulletin of the British Museum (Natural History). Botany Band 3, Seite 158 als Petrorhagia dianthoides (Sm.) P.W.Ball & Heywood in die Gattung Petrorhagia gestellt.